# HMS E14
Pour les articles homonymes, voir E14.
Le HMS E14 est un sous-marin britannique de classe E construit pour la Royal Navy par Vickers à Barrow-in-Furness. Pendant la Première Guerre mondiale, deux de ses capitaines ont reçu la Croix de Victoria, et plusieurs de ses officiers et de ses hommes d’équipage ont également été décorés. La quille du HMS E14 fut posée le 14 décembre 1912, et il fut mis en service le 18 novembre 1914. Sa coque coûta 105 700 livres sterling. Il a été coulé par les obus des batteries côtières dans les Dardanelles le 28 janvier 1918.

## Conception
Comme tous les sous-marins de la classe E postérieurs au E8, le E14 avait un déplacement de 662 tonnes en surface et de 807 tonnes en immersion. Il avait une longueur totale de 55 m et un maître-bau de 6,92 m. Il était propulsé par deux moteurs Diesel Vickers huit cylindres à deux temps de 800 chevaux (600 kW) et moteurs électriques deux moteurs électriques de 420 chevaux (310 kW),. 
Le sous-marin avait une vitesse maximale de 16 nœuds (30 km/h) en surface et de 10 nœuds (19 km/h) en immersion. Les sous-marins britanniques de la classe E avaient une capacité en carburant de 50 tonnes de gazole, et une autonomie de 2 829 milles marins (5 238 km) lorsqu’ils faisaient route à 10 nœuds (19 km/h). Ils pouvaient naviguer sous l’eau pendant cinq heures en se déplaçant à 5 nœuds (9,3 km/h).
Comme pour la plupart des premiers bateaux de la classe E, le E14 n’était pas équipé d’un canon de pont pendant sa construction, mais plus tard il fut doté d'un unique canon QF (Quick Firing : tir rapide) de 6 livres monté à l’avant du kiosque. Il avait cinq tubes lance-torpilles de 18 pouces (457 mm), deux à l’avant, un de chaque côté à mi-longueur du navire et un à l’arrière. Au total, 10 torpilles étaient emportées à bord.
Les sous-marins de la classe E avaient la télégraphie sans fil d’une puissance nominale de 1 kilowatt. Sur certains sous-marins, ces systèmes ont par la suite été mis à niveau à 3 kilowatts en retirant un tube lance-torpilles du milieu du navire. Leur profondeur maximale de plongée théorique était de 100 pieds (30 mètres). Cependant, en service, certaines unités ont atteint des profondeurs supérieures à 200 pieds (61 mètres). Certains sous-marins contenaient des oscillateurs Fessenden.
Leur équipage était composé de trois officiers et 28 hommes.

## Engagements
Le HMS E14 a été construit par Vickers à Barrow-in-Furness. Sa quille fut posée le 14 décembre 1912. Il a été lancé le 7 juillet 1914 et mis en service le 18 novembre 1914.
Le E14 a participé à une opération de pénétration dans la mer de Marmara. Il plonge avec succès sous les champs de mines et se faufile dans la mer de Marmara le 27 avril 1915. Il a rapidement coulé la canonnière turque Nurel Bahr, d’un déplacement de 200 tonnes, le 1 mai. Il a ensuite endommagé le mouilleur de mines Peik I Shevket (1014 tonnes) dans une attaque à la torpille. Le 3 mai, il a torpillé le transport de troupes Gul Djemal avec 4000 soldats à bord. À son retour, son capitaine, le Lieutenant commander Edward Courtney Boyle, a reçu la Croix de Victoria. Le lieutenant Edward Geldard Stanley et le lieutenant à titre temporaire Reginald Wilfred Lawrence ont tous deux reçu la Distinguished Service Cross. Toutes le reste de l’équipage a reçu la Distinguished Service Medal.
Plus tard dans sa carrière, son nouveau capitaine, le Lieutenant commander Geoffrey Saxton White, a reçu à titre posthume la Croix de Victoria pour ses actions dans les Dardanelles. Avec l’ex-Goeben paralysé après la bataille d’Imbros, le E14 a été envoyé pour achever le croiseur de bataille turc que les attaques aériennes répétées n’ont pas réussi à la détruire. Constatant que le Goeben avait disparu, le E14 a attaqué un navire marchand alors qu’il se retirait des Dardanelles. Il a tiré deux torpilles, dont une a explosé prématurément et a endommagé le sous-marin. Celui-ci a été forcé de remonter à la surface en raison des voies d’eau, mais s’est alors retrouvé sous le feu des batteries côtières au large de Kumkale. Alors qu’il tentait de sauver son bâtiment en l’échouant sur la plage, White a été tué par des éclats d’obus. Le E14 a coulé, mais neuf membres de son équipage ont survécu et ont été faits prisonniers.

### Épave
En juin 2012, après trois ans de recherches, l’ingénieur naval turc Selçuk Kolay et le cinéaste Savas Karakas ont découvert l’épave du E14 dans 20 mètres d’eau à environ 250 mètres au large de Kumkale. Le bateau est en grande partie enterré dans le sable. Seulement 7 m de la proue, incrustée de corail et avec un trou d’obus, restent visibles. Le gouvernement britannique doit demander aux autorités turques de veiller à ce que l’épave soit considérée comme une sépulture de guerre.